# Скам'яніння

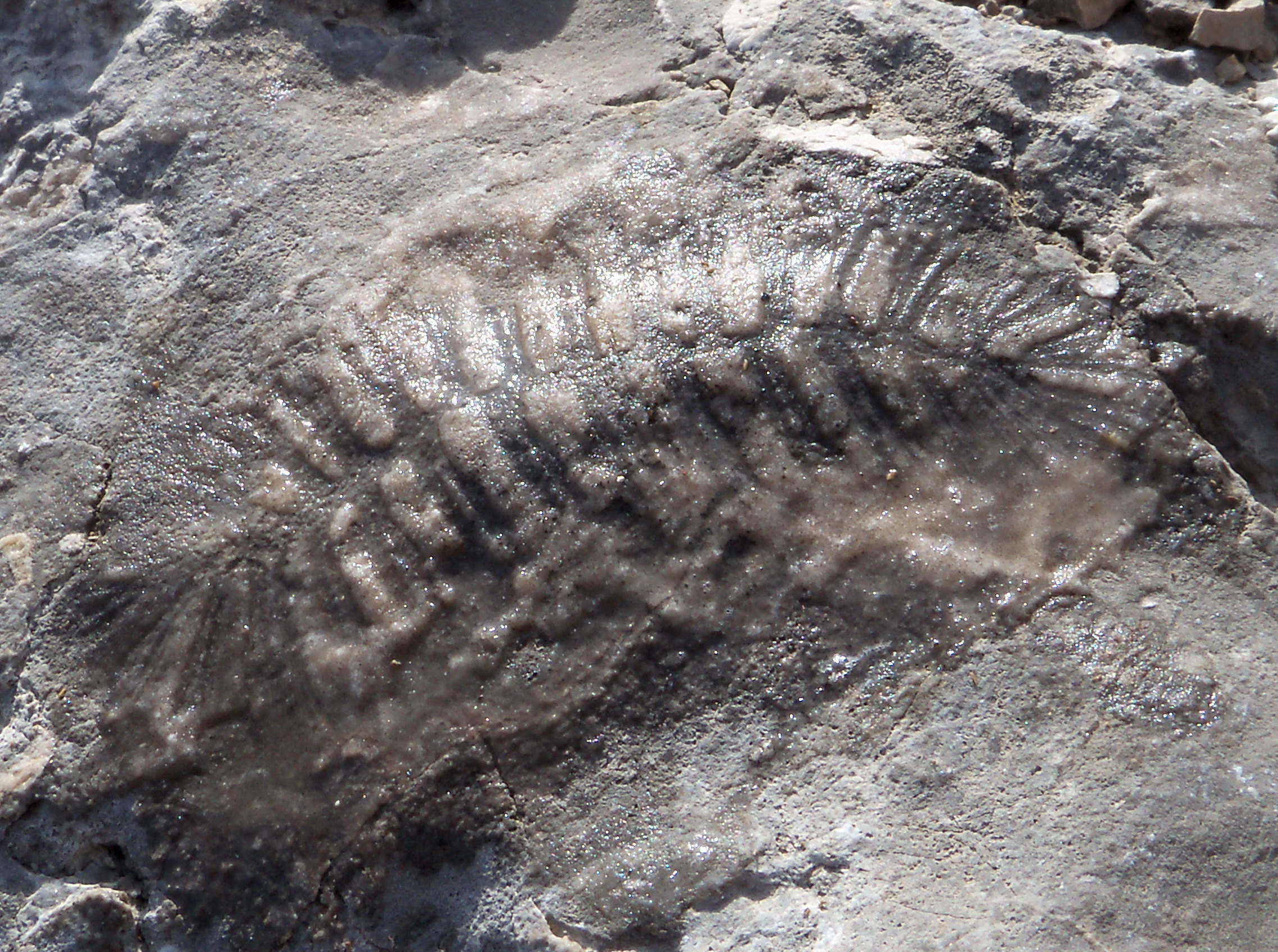
Скам'янілість, що виникла внаслідок фосилізації. (Крим, г. Перчем-Кая)

Скам'яніння (рос. окаменение, англ. petrification, fossilisation; нім. Versteinerung f, Petrifikation f) — 
- 1. Літифікація — процес перетворення пухких мінеральних осадів у тверді гірські породи. Відбувається на різних стадіях перетворення осаду — при діагенезі та катагенезі. Супроводжується видаленням надлишкової води, кристалізацією колоїдів та перекристалізацією інших речовин, зміною мінерального складу.
- 2. Фосилізація — процес заміщення органічних речовин у похованих рештках тварин і рослин мінеральними речовинами, в результаті чого ці залишки з часом перетворюються на скам'янілості.